# Michael Radford
Michael Radford (Nuova Delhi, 24 febbraio 1946) è un regista, sceneggiatore e produttore cinematografico britannico.

## Biografia
Nato nell'allora India Britannica da padre scozzese e da madre austriaca di origine ebraica,  Radford è principalmente noto per aver sceneggiato e diretto l'adattamento cinematografico del romanzo 1984 di George Orwell, e per aver diretto Il postino, ultima interpretazione di Massimo Troisi.

## Filmografia

### Cinema
- Van Morrison in Ireland – documentario (1980)
- Another Time, Another Place - Una storia d'amore (Another Time, Another Place) (1983)
- Orwell 1984 (Nineteen Eighty-Four) (1984)
- Misfatto bianco (White Mischief) (1988)
- Il postino (1994)
- B. Monkey - Una donna da salvare (B. Monkey) (1998)
- Dancing at the Blue Iguana (2000)
- Addicted to the Stars, episodio di Ten Minutes Older: The Cello (2002)
- Il mercante di Venezia (The Merchant of Venice) (2004)
- Un colpo perfetto (Flawless) (2007)
- Michel Petrucciani - Body & Soul (2011) - documentario
- La mula (2012)
- Elsa & Fred (2014)
- La musica del silenzio (2017)

### Televisione
- The White Bird Passes – film TV (1980)

## Riconoscimenti
- 1983 – Taormina Film Fest
  - Cariddi d'oro per Another Time, Another Place - Una storia d'amore

- 1984 – Evening Standard British Film Awards
  - Miglior film per Orwell 1984

- 1984 – Festival Internazionale del Cinema di Porto
  - Nomination Miglior film per Orwell 1984

- 1995 – Globo d'oro
  - Nomination Miglior film per Il postino

- 1995 – Los Angeles Film Critics Association Awards
  - Miglior film straniero - 2º posto per Il postino

- 1996 – Premio Oscar
  - Nomination Miglior regista per Il postino
  - Nomination Migliore sceneggiatura non originale per Il postino

- 1996 – British Academy Film Awards
  - Miglior film non in lingua inglese per Il postino
  - Miglior regista per Il postino
  - Nomination Migliore sceneggiatura non originale per Il postino

- 1996 – Directors Guild of America Award
  - Nomination Miglior regista cinematografico per Il postino

- 1996 – London Critics Circle Film Awards
  - Regista dell'anno per Il postino

- 1997 – Premio Lumière
  - Miglior film straniero per Il postino

- 1997 – Premio Robert
  - Miglior film straniero per Il postino

- 2005 – David di Donatello
  - Nomination Miglior film dell'Unione europea per Il mercante di Venezia

- 2005 – London Critics Circle Film Awards
  - Nomination Regista dell'anno per Il mercante di Venezia